# 401 East Ontario
401 East Ontario is een wolkenkrabber in Chicago. De bouw van de woontoren werd in 1990 voltooid.

## Ontwerp
401 East Ontario is 156,97 meter hoog en telt 51 verdiepingen. Het modernistische gebouw is door Nagle Hartray Architecture uit Chicago ontworpen. De draagconstructie en de gevel zijn van beton.
Naast woningen bevat het gebouw ook een zwembad, dakterrassen, een parkeergarage en een fitnesscentrum. Het bevat studio's, twee-, drie- en vierkamer appartementen.